# NGC 284
NGC 284 (również PGC 3132) – galaktyka eliptyczna (E), znajdująca się w gwiazdozbiorze Wieloryba. Odkrył ją Francis Leavenworth 2 października 1886 roku.